# Fumble

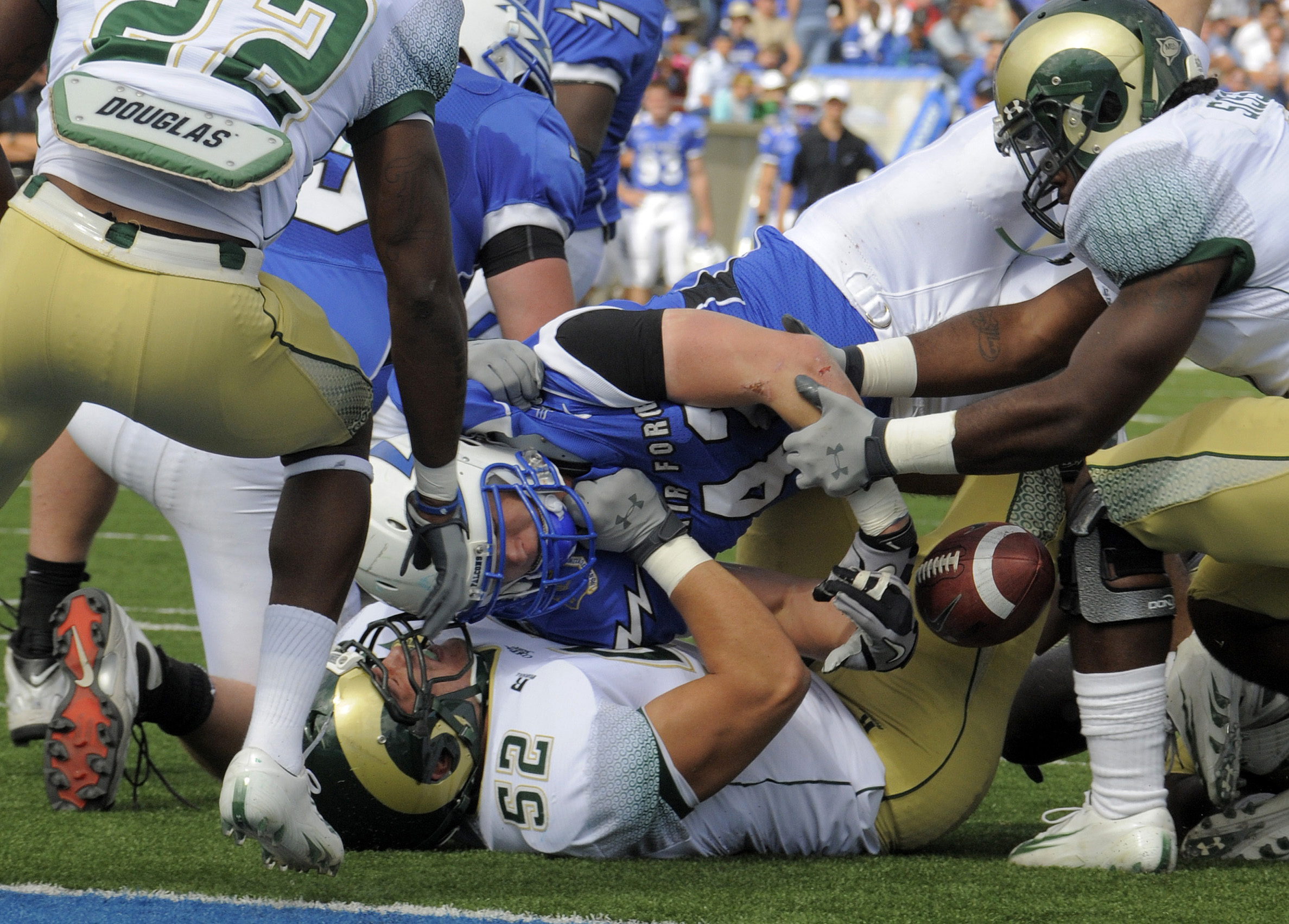
Un fumble avvenuto durante una partita del 2010 tra la squadra dell'Air Force e quella del Colorado State

Nel football americano un fumble è un errore commesso dal quarterback o dal possessore della palla consistente nel lasciar cadere il pallone, con il conseguente rischio di perderne il possesso qualora sia un avversario a "ricoprire il fumble", ovvero a recuperare la palla resa disponibile dall'errore. Quando la perdita avviene a causa di un intervento dell'avversario sul pallone, il fumble viene definito "forzato" (forced in inglese).